# Żurawka (hromada Sełyszcze)
Żurawka (ukr. Журавка) – wieś na Ukrainie, w obwodzie czerkaskim, w rejonie zwinogródzkim, w hromadzie Sełyszcze. W 2001 liczyła 730 mieszkańców, spośród których 715 wskazało jako ojczysty język ukraiński, 12 rosyjski, 2 rumuński, a 1 gagauski.